# من إيه إلى إكس (رواية)
من إيه إلى إكس (بالإنجليزية: From A to X)‏ هي رواية للكاتب الإنجليزي جون برجر، نشرت عام 2008، لأول مرة عن دار نشر فيرسو بوكس.